# Coppa COSAFA 2025
La COSAFA Cup 2025 è stata la 24ª edizione dell'omonimo torneo, organizzato dal COSAFA. Si è svolta dal 4 al 15 giugno 2025 in Sudafrica, per l'ottava edizione consecutiva e Bloemfontein è stata l'unica città ospitante. 
La nazionale campione in carica era l'Angola, che al termine del torneo si è riconfermata quale campione.

## Squadre partecipanti
Inizialmente tutte le 14 federazioni parte della COSAFA sono state invitate alla competizione, con i membri provenienti da altre federazioni regionali che potevano partecipare tramite invito, per aumentare il numero di squadre partecipanti o per rimpiazzare eventuali ritiri.
Nel maggio 2025 è stato annunciato che 13 delle 14 federazioni affiliate alla COSAFA avrebbero preso parte alla competizione, con l'unica eccezione delle Seychelles, che non hanno partecipato alla competizione e sono stati inizialmente sostituiti dal Marocco, proveniente dall'UNAF. Il 29 maggio tuttavia il Marocco ha annunciato il suo ritiro dalla competizione, venendo rimpiazzato dalla Tanzania, proveniente della CECAFA. Dall'edizione precedente del 2024 tornano a prendervi parte Madagascar e Mauritius.
| Squadra    | Ranking Fifa (al 3 aprile 2025) | miglior piazzamento                           |
| ---------- | ------------------------------- | --------------------------------------------- |
| Angola     | 87                              | Campioni (1999, 2001, 2004, 2024)             |
| Botswana   | 136                             | Finalista (2016, 2019)                        |
| Comore     | 105                             | Quarto posto (2024)                           |
| eSwatini   | 155                             | Semifinale (1999, 2002, 2003, 2021)           |
| Lesotho    | 148                             | Finalista (2000, 2023)                        |
| Madagascar | 115                             | Terzo posto (2015)                            |
| Mauritius  | 178                             | Quarti di finale (2001, 2004)                 |
| Mozambico  | 96                              | Finalista (2008, 2015)                        |
| Namibia    | 108                             | Campioni (2015)                               |
| Sudafrica  | 59                              | Campioni (2002, 2007, 2008, 2016, 2021, 2023) |
| Tanzania   | 105                             | Terzo posto (2017)                            |
| Zambia     | 88                              | Campioni (1997, 1998, 2006, 2013, 2019, 2022) |
| Zimbabwe   | 116                             | Campioni (2000, 2003, 2005, 2009, 2017, 2018) |

## Fase a gironi
I sorteggi per i gironi si sono tenuti il 21 maggio 2025.

### Gruppo A

#### Classifica
| Pos. | Squadra   | Pt | G | V | N | P | GF | GS | DR |
| ---- | --------- | -- | - | - | - | - | -- | -- | -- |
| 1.   | Sudafrica | 4  | 3 | 1 | 1 | 1 | 2  | 1  | +1 |
| 2.   | Zimbabwe  | 4  | 3 | 1 | 1 | 1 | 3  | 3  | 0  |
| 3.   | Mozambico | 4  | 3 | 1 | 1 | 1 | 2  | 3  | -1 |
| 4.   | Mauritius | 3  | 3 | 0 | 3 | 0 | 0  | 0  | 0  |

#### Risultati
| Arbitro: | Arnaud Zafimahatoha |

|  |           |             |
|  | Marcatori | 73’ Sumbane |

| Bloemfontein 4 giugno 2025, ore 18:00 UTC+2 | Mauritius           | 0 – 0 referto | Zimbabwe | Free State Stadium\| Arbitro: \| Godfrey Nkhakananga \| |
| Arbitro:                                    | Godfrey Nkhakananga |               |          |                                                         |

| Bloemfontein 7 giugno 2025, ore 12:00 UTC+2 | Mozambico          | 0 – 0 referto | Mauritius | Dr. Petrus Molemela Stadium\| Arbitro: \| Mweshitsama Naftal \| |
| Arbitro:                                    | Mweshitsama Naftal |               |           |                                                                 |

| Arbitro: | Thabang Ketshabile |

|                             |           |  |
| Dlamini 40’ (rig.) Okon 78’ | Marcatori |  |

| Arbitro: | Godfrey Nkhakananga |

|            |           |                                        |
| Calção 38’ | Marcatori | 27’, 36’ (rig.) Ngwenya 90+5’ Makunike |

| Bloemfontein 10 giugno 2025, ore 18:00 UTC+2 | Sudafrica     | 0 – 0 referto | Mauritius | Free State Stadium\| Arbitro: \| Celso Alvação \| |
| Arbitro:                                     | Celso Alvação |               |           |                                                   |

### Gruppo B

#### Classifica
| Pos. | Squadra | Pt | G | V | N | P | GF | GS | DR |
| ---- | ------- | -- | - | - | - | - | -- | -- | -- |
| 1.   | Angola  | 7  | 3 | 2 | 1 | 0 | 6  | 1  | +5 |
| 2.   | Namibia | 5  | 3 | 1 | 2 | 0 | 4  | 1  | +3 |
| 3.   | Lesotho | 3  | 3 | 1 | 0 | 2 | 1  | 7  | -6 |
| 4.   | Malawi  | 1  | 3 | 0 | 1 | 2 | 0  | 2  | -2 |

#### Risultati
| Arbitro: | Patrice Milazar |

|  |           |               |
|  | Marcatori | 87’ Ntaitsane |

| Arbitro: | Hillary Hambaba |

|                 |           |                  |
| Depù 90’ (rig.) | Marcatori | 90+7’ Kampberipa |

| Arbitro: | Akhona Makalim |

|                                  |           |  |
| Vidinho 42’ Depù 44’, 52’, 90+4’ | Marcatori |  |

| Bloemfontein 8 giugno 2025, ore 15:00 UTC+2 | Namibia         | 0 – 0 referto | Malawi | Dr. Petrus Molemela Stadium\| Arbitro: \| Hillary Hambaba \| |
| Arbitro:                                    | Hillary Hambaba |               |        |                                                              |

| Arbitro: | Thabang Ketshabile |

|                                          |           |  |
| Haraseb 7’ Muzeu 74’ Kamatuka 82’ (rig.) | Marcatori |  |

| Arbitro: | Hillary Hambaba |

|  |           |           |
|  | Marcatori | 48’ Nteka |

### Gruppo C

#### Classifica
| Pos. | Squadra    | Pt | G | V | N | P | GF | GS | DR |
| ---- | ---------- | -- | - | - | - | - | -- | -- | -- |
| 1.   | Madagascar | 4  | 2 | 1 | 1 | 0 | 2  | 1  | +1 |
| 2.   | Tanzania   | 3  | 2 | 1 | 0 | 1 | 2  | 2  | 0  |
| 3.   | eSwatini   | 1  | 2 | 0 | 1 | 1 | 2  | 3  | -1 |

#### Risultati
| Arbitro: | Celso Alvação |

|  |           |                   |
|  | Marcatori | 29’ Rakotondraibe |

| Arbitro: | Godfrey Nkhakananga |

|                     |           |              |
| Rafanomezantsoa 41’ | Marcatori | 62’ Magagula |

| Arbitro: | Arnaud Zafimahatoha |

|              |           |                     |
| Magagula 29’ | Marcatori | 37’ Nado 69’ Khamis |

### Gruppo D

#### Classifica
| Pos. | Squadra  | Pt | G | V | N | P | GF | GS | DR |
| ---- | -------- | -- | - | - | - | - | -- | -- | -- |
| 1.   | Comore   | 4  | 2 | 1 | 1 | 0 | 1  | 0  | +1 |
| 2.   | Botswana | 2  | 2 | 0 | 2 | 0 | 3  | 3  | 0  |
| 3.   | Zambia   | 1  | 2 | 0 | 1 | 1 | 3  | 4  | -1 |

#### Risultati
| Arbitro: | Brighton Chimene |

|  |           |          |
|  | Marcatori | 31’ Madi |

| Bloemfontein 9 giugno 2025, ore 18:00 UTC+2 | Comore              | 0 – 0 referto | Botswana | Dr. Petrus Molemela Stadium\| Arbitro: \| Arnaud Zafimahatoha \| |
| Arbitro:                                    | Arnaud Zafimahatoha |               |          |                                                                  |

| Arbitro: | Akhona Makalima |

|                                             |           |                                        |
| Kgamanyane 2’ Semadi 32’ (rig.) Maponda 60’ | Marcatori | 45+4’ (rig.) Zulu 52’ Phiri 90’ (rig.) |

## Fase ad eliminazione diretta

### Tabellone
|  | Semifinale | Semifinale | Semifinale |        |           | Finale          | Finale          | Finale          |  |
|  |            |            |            |        |           |                 |                 |                 |  |
|  | Sudafrica  | Sudafrica  | 3          |        |           |                 |                 |                 |  |
|  | Sudafrica  | Sudafrica  | 3          |        |           |                 |                 |                 |  |
|  | Comore     | Comore     | 1          |        |           |                 |                 |                 |  |
|  | Comore     | Comore     | 1          |        | Sudafrica | Sudafrica       | 0               |                 |  |
|  |            |            |            |        | Sudafrica | Sudafrica       | 0               |                 |  |
|  |            |            | Angola     | Angola | 3         |                 |                 |                 |  |
|  | Angola     | Angola     | Angola     | Angola | 3         | 4               |                 |                 |  |
|  | Angola     | Angola     |            |        |           | 4               |                 |                 |  |
|  | Madagascar | Madagascar | 1          |        |           | Finale 3º posto | Finale 3º posto | Finale 3º posto |  |
|  | Madagascar | Madagascar | 1          |        |           |                 |                 |                 |  |
|  |            |            |            |        |           |                 |                 |                 |  |
|  |            |            |            |        |           | Comore          | Comore          | 1               |  |
|  |            |            |            |        |           | Comore          | Comore          | 1               |  |
|  |            |            |            |        |           | Madagascar      | Madagascar      | 0               |  |

### Risultati

#### Semifinali
| Arbitro: | Celso Alvação |

|                                        |           |                     |
| Depú 19’ (rig.), 39’ Zini 74’ Além 86’ | Marcatori | 90+2’ Razafimahatan |

| Arbitro: | Hillary Hambaba |

|                                                |           |          |
| Mohamed 8’ (aut.) Radiopane 14’ Sebelebele 60’ | Marcatori | 29’ Madi |

#### Finale 3° posto
| Arbitro: | Akhona Makalima |

|  |           |              |
|  | Marcatori | 77’ Youssouf |

#### Finale
| Arbitro: | Brighton Chimene |

|  |           |                          |
|  | Marcatori | 43’, 52’ Depú 81’ Milson |